# 霍伊爾頓 (伊利諾伊州)
霍伊爾頓（英語：Hoyleton）是位於美國伊利諾伊州華盛頓縣的一個村落。

## 地理
霍伊爾頓的座標為38°26′39″N 89°16′18″W / 38.44417°N 89.27167°W，而該地最高點為海拔高度158米（即518英尺）。

## 人口
根據2010年美國人口普查的數據，霍伊爾頓的面積為1.95平方千米，當中陸地面積為1.95平方千米，而水域面積為0.00平方千米。當地共有人口531人，而人口密度為每平方千米272人。